# Hydnophytum petiolatum
Hydnophytum petiolatum är en måreväxtart som beskrevs av Odoardo Beccari. Hydnophytum petiolatum ingår i släktet Hydnophytum och familjen måreväxter. Inga underarter finns listade i Catalogue of Life.